# Admiral (États-Unis)
Pour les articles homonymes, voir Admiral et Amiral.
Le rang d’admiral (ou amiral, ou amiral quatre étoiles en français) est le plus haut rang que l’on peut atteindre en temps normal dans la marine militaire des États-Unis. Il se classe au-dessus de vice admiral (parfois appelé « amiral trois étoiles ») et en dessous de fleet admiral (« amiral de la flotte » ou « amiral cinq étoiles »). Depuis que le grade de fleet admiral est réservé uniquement à un usage en temps de guerre, le grade d’admiral est le plus haut grade qu'un officier de marine puisse atteindre lors de sa carrière dans l’US Navy.
Il y a eu 262 admirals dans l'histoire de la Marine américaine. Parmi ceux-ci, 221 ont atteint ce grade en service actif, 40 ont été promus à la retraite en reconnaissance de leur service, et un a été promu à titre posthume. Ces admirals sont issus de plusieurs origines et voies de formation : 231 ont été formés à l’Académie navale d'Annapolis, 17 par l'intermédiaire du Naval Reserve Officers Training Corps (NROTC), 10 par l’Officer Candidate School (OCS) (en), 2 issus du rang, un par l’Aviation Cadet Training Program, un par l’Aviation Officer Candidate School (AOCS) (en) et un de la United States Merchant Marine.

## Histoire

### Origine
Jusqu'en 1862, la Marine des États-Unis n'a encore aucun « admiral » parce que beaucoup voient dans cette appellation une connotation négative due au rapport conflictuel entretenu avec la Royal Navy. Mais d'autres voient la nécessité pour l’US Navy d’avoir un rang au-dessus de capitaine, comme John Paul Jones, qui souligne la nécessité pour la Marine d’avoir des officiers au même rang que les généraux de l’Armée de terre. Il estime également qu'il devrait y avoir un rang au-dessus de capitaine pour éviter les différends entre les capitaines de la Navy.
À plusieurs reprises, les différents secrétaires à la Marine recommandent au Congrès des États-Unis qu’un rang d’admiral soit créé à l’identique des autres marines dans le monde afin d’aider les officiers supérieurs américains dans l'échange de civilités et les rapports diplomatiques avec d'autres nations. Le 16 juillet 1862, le Congrès autorise finalement la création de neuf rear admirals, bien que ce soit probablement plus pour satisfaire les besoins de la Marine en pleine expansion lors de la guerre de Sécession que des considérations internationales. Deux ans plus tard, le Congrès autorise la nomination d'un vice-amiral parmi les neuf rear admirals : David Farragut.
Le 25 juillet 1866, une autre loi permet finalement au président des États-Unis de nommer Farragut au grade d'admiral, et David Dixon Porter au grade de vice-amiral.
L’Ordonnance générale 90 du 11 mars 1869 précise que les admirals porteraient sur les manches de leur uniforme une bande de deux pouces avec trois bandes d’un demi-pouce au-dessus et les vice admirals, une bande de deux pouces avec deux bandes d’un demi-pouce au-dessus. Le rear admiral obtient sa bande de deux pouces et une bande d’un demi-pouce en 1866. Les insignes d'épaule arborent le nombre d’étoiles du grade au lieu de répéter les rayures des manches.

### 1866 - 1940
Le grade d’admiral est donc finalement créé en 1866 pour honorer les réalisations de David Farragut durant la guerre civile. À sa mort, un autre héros de la guerre civile, David Dixon Porter, reprend le grade et Stephen Clegg Rowan (en) est nommé au grade de vice admiral en remplacement de ce dernier. En 1873, le Congrès déclare que le grade ne sera pas reconduit et n’autorise pas la promotion de l'un des contre-amiraux pour leur succéder. Le rang devient caduc avec la mort de Porter en 1890. Le Congrès relance le rang en 1899 pour honorer George Dewey, stipulant que le rang cessera à nouveau d'exister à son décès. En 1903, Dewey est promu au rang unique d’admiral of the Navy, qui de son vivant était considéré comme équivalent au grade supérieur à cinq étoiles de fleet admiral (mais, avec la création du grade à cinq étoiles de fleet admiral, le grade d’admiral of the Navy, va équivaloir à un grade à six étoiles).
La loi du 3 mars 1915 décide que les commandants en chef des flottes de l'Atlantique, du Pacifique et de l’Asie auraient le rang d’admiral (quatre étoiles) pendant qu'ils servent, et leurs seconds dans le commandement, le rang de vice admiral. En 1916, le chef des opérations navales est également porté au grade d’admiral pendant qu'il sert. Le rang d’admiral est encore strictement provisoire pour la durée de l’affectation et les officiers concernés récupèrent ensuite leur grade permanent de vice admiral.
En 1917, le Congrès valide la volonté de la Marine de réorganiser la flotte en autorisant le président à nommer trois admirals et trois vice admirals pour les six postes de commandement de la flotte. Tous les commandements de la flotte ont une durée d’un an, sauf pour le commandant en chef de la flotte des États-Unis, dont le mandat peut être renouvelé parfois pour une deuxième année, et le chef des opérations navales nommé pour quatre ans. Les officiers retournent ensuite au grade de vice admiral jusqu'à leur retraite obligatoire.

### 1941 - Présent
Au cours de la Seconde Guerre mondiale, le président est autorisé à créer autant d’admirals et de vice admirals qu'il le juge nécessaire pour la durée de la guerre. Bien que le rang d’admiral soit encore attribué à titre temporaire, la pratique de revenir à un grade inférieur en attendant la retraite est largement interrompue après 1942, lorsque le Congrès autorise les officiers à partir à la retraite avec le plus haut grade dans lequel ils se sont trouvés en service actif. En 1944, le Congrès approuve aussi la création du grade de fleet admiral (à cinq étoiles). Les premiers à l'obtenir sont William D. Leahy, Ernest King, et Chester W. Nimitz. Le Sénat confirme leurs inscriptions au 15 décembre 1944. Le fleet admiral William F. Halsey obtient sa cinquième étoile, lui, en décembre 1945. Les quatre officiers promus à ce grade sont autorisés à le conserver en permanence. Aucun autre admiral américain n'a obtenu ce grade depuis.
En 1956, l'US Navy organise sept commandements permanents dont la charge est portée par un admiral (quatre étoiles) : le chef des opérations navales (CNO), le vice-chef des opérations navales (VCNO), le commandant en chef des commandements unifiés dans le Pacifique (CINCPAC) et l'Atlantique (CINCLANT), le commandant en chef de la flotte américaine du Pacifique (CINCPACFLT), le commandant en chef des forces navales des États-Unis, de l'Atlantique Est et de la Méditerranée (CINCNELM) (commandant rebaptisé en commandant en chef des Forces navales américaines en Europe (CINCUSNAVEUR) en 1960), et le commandant en chef des forces de l'OTAN en Europe du Sud (CINCSOUTH). En 1965, un huitième commandement est ajouté lorsque le chef du matériel naval (CNM) est promu au rang d’admiral. Parfois ce nombre fluctue quand un officier de la Marine est choisi comme chef d'État-Major des armées des États-Unis (CJCA), en tant que représentant quatre étoiles à la Commission militaire de l'OTAN (USMILREP), comme Director of Central Intelligence ou Deputy Director of Central Intelligence (en) ou par l'effet d'une législation spéciale.
Lorsque le directeur du programme de réacteur nucléaire navale, Hyman Rickover, a finalement été contraint de prendre sa retraite en 1982, son successeur a été promu au rang d’admiral et nommé directeur de la propulsion nucléaire navale (Naval Reactors), institutionnalisant ce commandement avec un grade d’admiral (quatre étoiles) permanent. Pour compenser, un autre commandement à quatre étoiles a été éliminé par la fusion de l'Allied Forces Southern Europe avec l'U.S. Naval Forces Europe. De même, lorsque l'U.S. Atlantic Fleet (CINCLANTFLT) a été séparé de l'United States Atlantic Command en 1985, le nombre de commandements quatre étoiles a été conservée par l'élimination du poste de chief of naval material. L'U.S. Atlantic Fleet a été remplacée par l’US Fleet Forces Command (COMUSFLTFORCOM) en 2006.
Avec la fin de la guerre froide, l’US Atlantic Command a été réaffecté, devenant US Joint Forces Command en 1999. Ce changement de mission a coûté à l'US Navy son monopole traditionnel sur ce commandement, qui a depuis tourné entre les différentes branches de l’armée américaine. En revanche, la Marine a à son tour pu prendre le commandement de certains Unified Combatant Command ou encore la vice-présidence des chefs d'état-major (VCJCS). Tous les commandants militaires en chef ont été rebaptisés simplement commandants en 2002, lorsque le titre de commandant en chef fut réservé pour le président des États-Unis.

## Liste des admirals
Les entrées dans la liste suivante des admirals sont indexés par l'ordre numérique dans lequel chaque officier a été promu à ce grade en service actif, ou par un astérisque (*) si l'officier n'a pas servi dans ce grade en service actif. Chaque entrée répertorie le nom de l’admiral, la date de l'obtention du rang, le commandement au grade d’admiral (quatre étoiles) en service actif, le nombre d'années en service actif au rang de quatre étoiles, année d'entrée dans la Marine, le nombre d'années de carrière lors de sa promotion au grade d’admiral quatre étoiles, et autres notes biographiques.
La liste peut être triée par nom, date de l'obtention du rang, le nombre d'années en service actif au rang d’admiral, l'année d'entrée dans la Marine, et le nombre d'années de carrière lors de la promotion au grade d’admiral.
 (mars 2016).
| #   | Nom                        | Date d'élévation   | Commandement | Durée | Entrée dans la Marine | Nombre d'années de carrière lors de l'élévation | Notes |
| --- | -------------------------- | ------------------ | --- | ----- | --------------------- | ----------------------------------------------- | --- |
| 1   | David Farragut             | 25 juillet 1866    | - Admiral of the Navy, 1866–1870. - Commandant, European Squadron, 1867–1868. | 4     | 1810 (warrant)        | 56                                              | (1801–1870) Frère par adoption de l’admiral David D. Porter Jr. |
| 2   | David D. Porter Jr.        | 15 août 1870       | - Admiral of the Navy, 1870–1891. - Head, Board of Inspection, 1877–1891. | 21    | 1829 (warrant)        | 41                                              | (1813–1891) Superintendent, U.S. Naval Academy, 1865–1869. Frère par adoption de l’admiral David G. Farragut. |
| 3   | George Dewey               | 2 mars 1899        | - Commandant, Asiatic Station, 1898–1899. - Président, General Board of the Navy, 1900–1917. | 18    | 1858 (USNA)           | 41                                              | (1837–1917) Promu The Admiral of the Navy, le 24 mars 1903. Candidat à l'élection présidentielle américaine de 1900.                                                                                             |
| 4   | Frank Friday Fletcher      | 10 mars 1915       | - Commandant en chef, U.S. Atlantic Fleet (CINCLANT), 1914–1916. | 2     | 1875 (USNA)           | 40                                              | (1855–1928) Récompensé par la Medal of Honor, 1914. Oncle de l’admiral Frank J. Fletcher. |
| 5   | Thomas B. Howard           | 11 mars 1915       | - Commandant en chef, U.S. Pacific Fleet (CINCPAC), 1914–1915. | 1     | 1873 (USNA)           | 42                                              | (1854–1920) Superintendent, U.S. Naval Observatory, 1917–1919. |
| 6   | Walter C. Cowles           | 12 mars 1915       | - Commandant en chef, U.S. Asiatic Fleet (CINCAF), 1914–1915. | 1     | 1873 (USNA)           | 42                                              | (1853–1917) |
| 7   | Albert G. Winterhalter     | 9 juillet 1915     | - Commandant en chef, U.S. Asiatic Fleet (CINCAF), 1915–1917. | 2     | 1877 (USNA)           | 38                                              | (1856–1920) |
| 8   | Cameron M. Winslow         | 13 septembre 1915  | - Commandant en chef, U.S. Pacific Fleet (CINCPAC), 1915–1916. | 1     | 1875 (USNA)           | 40                                              | (1854–1932) |
| 9   | Henry T. Mayo              | 19 juin 1916       | - Commandant en chef, U.S. Atlantic Fleet (CINCLANT), 1916–1919. - Commandant en chef, U.S. Fleet (CINCUS), 1919. | 3     | 1876 (USNA)           | 41                                              | (1857–1937), Gouverneur, U.S. Naval Home, 1924–1928. |
| 10  | William B. Caperton        | 28 juillet 1916    | - Commandant en chef, U.S. Pacific Fleet (CINCPAC), 1916–1919. | 3     | 1875 (USNA)           | 41                                              | (1855–1941), Représentant spécial du Président au Brésil, 1918. |
| 11  | William S. Benson          | 29 août 1916       | - Chef des opérations navales (CNO), 1915–1919. | 3     | 1877 (USNA)           | 39                                              | (1855–1932), Président / Commissaire, U.S. Shipping Board, 1919–1928. |
| 12  | Austin M. Knight           | 4 août 1917        | - Commandant en chef, U.S. Asiatic Fleet (CINCAF), 1917–1918. | 1     | 1873 (USNA)           | 44                                              | (1854–1927) Frère du maire de Seattle, Bertha Knight Landes. |
| 13  | William S. Sims            | 4 décembre 1918    | - Commandant, U.S. Naval Forces in European Waters, 1917–1919. | 2     | 1880 (USNA)           | 38                                              | (1858–1936), Récompensé du prix Pulitzer d'histoire, 1921. |
| 14  | Henry B. Wilson Jr.        | 30 juin 1919       | - Commandant en chef, U.S. Atlantic Fleet (CINCLANT), 1919–1921. | 2     | 1881 (USNA)           | 38                                              | (1861–1954), Superintendent, U.S. Naval Academy, 1921–1925. Beau-père du secrétaire à la Guerre des États-Unis Patrick J. Hurley.                                                                                |
| 15  | Hugh Rodman                | 1er juillet 1919   | - Commandant en chef, U.S. Pacific Fleet (CINCPAC), 1919–1921. | 2     | 1880 (USNA)           | 39                                              | (1859–1940), Ministre et envoyé spécial au Pérou, 1921. |
| 16  | Albert Gleaves             | 1er septembre 1919 | - Commandant en chef, U.S. Asiatic Fleet (CINCAF), 1919–1921. | 2     | 1877 (USNA)           | 42                                              | (1858–1937), Gouverneur, U.S. Naval Home, 1928–1931. |
| 17  | Robert E. Coontz           | 1er novembre 1919  | - Chef des opérations navales (CNO), 1919–1923. - Commandant en chef, U.S. Fleet (CINCUS), 1923–1925. | 6     | 1885 (USNA)           | 34                                              | (1864–1935), Gouverneurs de Guam, 1912–1913. |
| 18  | Joseph Strauss             | 4 février 1921     | - Commandant en chef, U.S. Asiatic Fleet (CINCAF), 1921–1922. | 1     | 1885 (USNA)           | 36                                              | (1861–1948), |
| 19  | Hilary P. Jones            | 30 juin 1921       | - Commandant en chef, U.S. Atlantic Fleet (CINCLANT), 1921–1922. - Commandant en chef, U.S. Fleet (CINCUS), 1922–1923. | 2     | 1884 (USNA)           | 37                                              | (1865–1939), |
| 20  | Edward W. Eberle           | 5 juin 1921        | - Commandant en chef, U.S. Pacific Fleet (CINCPAC), 1921. - Commandant en chef, U.S. Battle Fleet (COMBATFLT), 1921–1923. - Chef des opérations navales (CNO), 1923–1927. | 6     | 1885 (USNA)           | 36                                              | (1864–1929) Superintendent, U.S. Naval Academy, 1915–1919. |
| 21  | Edwin A. Anderson          | 28 août 1922       | - Commandant en chef, U.S. Asiatic Fleet (CINCAF), 1922–1923. | 1     | 1882 (USNA)           | 40                                              | (1860–1933) Récompensé par la Medal of Honor, 1914. |
| 22  | Samuel S. Robison          | 30 juin 1923       | - Commandant en chef, U.S. Battle Fleet (COMBATFLT), 1923–1925. - Commandant en chef, U.S. Fleet (CINCUS), 1925–1926. | 3     | 1888 (USNA)           | 35                                              | (1867–1952), Gouverneur militaire de Saint-Domingue, 1921–1922 ; superintendent, U.S. Naval Academy, 1928–1931 ; superintendent, Académie Admiral Farragut, 1931–1948. Beau-père de l’admiral Charles F. Hughes. |
| 23  | Thomas Washington          | 11 octobre 1923    | - Commandant en chef, U.S. Asiatic Fleet (CINCAF), 1923–1925. | 2     | 1887 (USNA)           | 36                                              | (1865–1954), Governeur, U.S. Naval Home, 1931–1937. |
| 24  | Charles F. Hughes          | 14 octobre 1925    | - Commandant en chef, U.S. Battle Fleet (COMBATFLT), 1925–1926. - Commandant en chef, U.S. Fleet (CINCUS), 1926–1927. - Chef des opérations navales (CNO), 1927–1930. | 5     | 1888 (USNA)           | 37                                              | (1866–1934) Beau-père de l’admiral Samuel S. Robison ; sa fille s'est mariée avec le frère du fleet admiral Chester Nimitz.                                                                                      |
| 25  | Clarence S. Williams       | 14 octobre 1925    | - Commandant en chef, U.S. Asiatic Fleet (CINCAF), 1925–1927. | 2     | 1884 (USNA)           | 41                                              | (1863–1951), |
| 26  | Richard H. Jackson         | 4 septembre 1926   | - Commandant en chef, U.S. Battle Fleet (COMBATFLT), 1926–1927. | 1     | 1887 (USNA)           | 39                                              | (1866–1971), Cousin du général quatre étoiles de l'Air Force Charles P. Cabell. |
| 27  | Henry A. Wiley             | 8 septembre 1927   | - Commandant en chef, U.S. Fleet (CINCUS), 1927-1929. | 2     | 1888 (USNA)           | 39                                              | (1867–1943) Président, U.S. Maritime Commission, 1936–1940. |
| 28  | Mark L. Bristol            | 9 septembre 1927   | - Commandant en chef, U.S. Asiatic Fleet (CINCAF), 1927–1929. | 2     | 1887 (USNA)           | 40                                              | (1868–1939) U.S. High Commissioner, Turquie, 1919–1927. |
| 29  | Louis R. de Steiguer       | 10 septembre 1927  | - Commandant en chef, U.S. Battle Fleet (COMBATFLT), 1927–1928. | 1     | 1889 (USNA)           | 38                                              | (1867–1947), |
| 30  | William V. Pratt           | 26 juin 1928       | - Commandant en chef, U.S. Battle Fleet (COMBATFLT), 1928–1929. - Commandant en chef, U.S. Fleet (CINCUS), 1929–1930. - Chef des opérations navales (CNO), 1930–1933. | 5     | 1889 (USNA)           | 39                                              | (1869–1957), |
| 31  | Louis M. Nulton            | 21 mai 1929        | - Commandant en chef, U.S. Battle Fleet (COMBATFLT), 1929–1930. | 1     | 1889 (USNA)           | 40                                              | (1869–1954), Superintendent, U.S. Naval Academy, 1925–1928. |
| 32  | Charles B. McVay Jr.       | 9 septembre 1929   | - Commandant en chef, U.S. Asiatic Fleet (CINCAF), 1929–1931. | 2     | 1890 (USNA)           | 39                                              | (1868–1949), |
| 33  | Frank H. Schofield         | 24 mai 1930        | - Commandant en chef, U.S. Battle Fleet (COMBATFLT), 1930–1931. - Commandant, Battle Force, U.S. Fleet (COMBATFOR), 1931. - Commandant en chef, U.S. Fleet (CINCUS), 1931–1932. | 2     | 1890 (USNA)           | 40                                              | (1869–1942) |
| 34  | Jehu V. Chase              | 17 septembre 1930  | - Commandant en chef, U.S. Fleet (CINCUS), 1930–1931. | 1     | 1890 (USNA)           | 40                                              | (1869–1937) |
| 35  | Montgomery M. Taylor       | 1er septembre 1931 | - Commandant en chef, U.S. Asiatic Fleet (CINCAF), 1931–1933. | 2     | 1890 (USNA)           | 41                                              | (1869–1952), Petit-neveu du président Zachary Taylor ; cousin du général Montgomery C. Meigs. |
| 36  | Richard H. Leigh           | 15 septembre 1931  | - Commandant, Battle Force, U.S. Fleet (COMBATFOR), 1931–1932. - Commandant en chef, U.S. Fleet (CINCUS), 1932–1933. | 2     | 1891 (USNA)           | 40                                              | (1870–1946), |
| 37  | Luke McNamee               | 11 août 1932       | - Commandant, Battle Force, U.S. Fleet (COMBATFOR), 1932–1933. | 1     | 1892 (USNA)           | 40                                              | (1871–1952), Gouverneurs de Guam, 1907. |
| 38  | William H. Standley        | 20 mai 1933        | - Commandant, Battle Force, U.S. Fleet (COMBATFOR), 1933. - Chef des opérations navales (CNO), 1933–1937. | 4     | 1895 (USNA)           | 38                                              | (1872–1963), Ambassadeur des États-Unis en Russie, 1942–1943. |
| 39  | David F. Sellers           | 10 juin 1933       | - Commandant en chef, U.S. Fleet (CINCUS), 1933–1934. | 1     | 1894 (USNA)           | 39                                              | (1874–1949), Superintendent, U.S. Naval Academy, 1934–1938. |
| 40  | Joseph M. Reeves           | 1er juillet 1933   | - Commandant, Battle Force, U.S. Fleet (COMBATFOR), 1933–1934. - Commandant en chef, U.S. Fleet (CINCUS), 1934–1936. | 3     | 1894 (USNA)           | 39                                              | (1872–1948), |
| 41  | Frank B. Upham             | 18 août 1933       | - Commandant en chef, U.S. Asiatic Fleet (CINCAF), 1933–1935. | 2     | 1893 (USNA)           | 40                                              | (1872–1939) |
| 42  | Frank H. Brumby            | 15 juin 1934       | - Commandant, Battle Force, U.S. Fleet (COMBATFOR), 1934–1935. | 1     | 1895 (USNA)           | 39                                              | (1874–1950), |
| 43  | Harris Laning              | 1er avril 1935     | - Commandant, Battle Force, U.S. Fleet (COMBATFOR), 1935–1936. | 1     | 1895 (USNA)           | 40                                              | (1873–1941) Gouverneur, U.S. Naval Home, 1937–1941. |
| 44  | Orin G. Murfin             | 4 octobre 1935     | - Commandant en chef, U.S. Asiatic Fleet (CINCAF), 1935–1936. | 1     | 1897 (USNA)           | 38                                              | (1876–1956), |
| 45  | William D. Leahy           | 30 mars 1936       | - Commandant, Battle Force, U.S. Fleet (COMBATFOR), 1936–1937. - Chef des Opérations navales (CNO), 1937–1939. - Chef d'État-Major des armées (États-Unis), 1942–1949. - Service spécial, 1949–1959. | 10    | 1897 (USNA)           | 39                                              | (1875–1959) Promu fleet admiral le 15 décembre 1944. Gouverneur de Porto Rico, 1939–1940 ; ambassadeur des États-Unis en France, 1941–1942.                                                                      |
| 46  | Arthur J. Hepburn          | 24 juin 1936       | - Commandant en chef, U.S. Fleet (CINCUS), 1936–1938. | 2     | 1897 (USNA)           | 39                                              | (1877–1964), |
| 47  | Harry Yarnell              | 30 octobre 1936    | - Commandant en chef, U.S. Asiatic Fleet (CINCAF), 1936–1939. | 3     | 1897 (USNA)           | 39                                              | (1875–1959), |
| 48  | Claude C. Bloch            | 2 janvier 1937     | - Commandant, Battle Force, U.S. Fleet (COMBATFOR), 1937–1938. - Commandant en chef, U.S. Fleet (CINCUS), 1938–1940. | 3     | 1899 (USNA)           | 38                                              | (1878–1967), |
| 49  | Edward C. Kalbfus          | 29 janvier 1938    | - Commandant, Battle Force, U.S. Fleet (COMBATFOR), 1938–1939. | 1     | 1899 (USNA)           | 39                                              | (1877–1954), |
| 50  | James O. Richardson        | 24 juin 1939       | - Commandant, Battle Force, U.S. Fleet (COMBATFOR), 1939–1940. - Commandant en chef, U.S. Fleet (CINCUS), 1940–1941. | 2     | 1902 (USNA)           | 37                                              | (1878–1974), Libéré de ses obligations, 1941. |
| 51  | Thomas C. Hart             | 25 juillet 1939    | - Commandant en chef, U.S. Asiatic Fleet (CINCAF), 1939–1942. | 3     | 1897 (USNA)           | 42                                              | (1877–1971) Superintendent, U.S. Naval Academy, 1931–1934 ; sénateur des États-Unis pour le Connecticut, 1945–1946.                                                                                              |
| 52  | Harold R. Stark            | 1er août 1939      | - Chef des opérations navales (CNO), 1939–1942. - Commandant, United States Naval Forces Europe (COMNAVEUR), 1942–1945. | 6     | 1903 (USNA)           | 36                                              | (1880–1972) |
| 53  | Charles P. Snyder          | 6 janvier 1940     | - Commandant, Battle Force, U.S. Fleet (COMBATFOR), 1940–1941. | 1     | 1900 (USNA)           | 40                                              | (1879–1964), |
| 54  | Husband E. Kimmel          | 1er février 1941   | - Commandant en chef, U.S. Pacific Fleet/Commandant en chef, U.S. Fleet (CINCPAC/CINCUS), 1941. | 0     | 1904 (USNA)           | 37                                              | (1882–1968) Relevé de son commandement en 1941, après Pearl Harbor. Beau-frère de l’admiral Thomas C. Kinkaid.                                                                                                   |
| 55  | Ernest King                | 1er février 1941   | - Commandant en chef, U.S. Atlantic Fleet (CINCLANT), 1941. - Commandant en chef, U.S. Fleet (COMINCH), 1941–1942. - Commandant en chef, U.S. Fleet/Chef des opérations navales (COMINCH/CNO), 1942–1945. - Chef des opérations navales (CNO), 1945. - Service spécial, 1945–1956. | 4     | 1901 (USNA)           | 40                                              | (1878–1956) Promu fleet admiral, le 17 décembre 1944. Récompensé par la Congressional Gold Medal, 1946. Beau-père du général Frederic H. Smith Jr.                                                               |
| 56  | Chester W. Nimitz          | 31 décembre 1941   | - Commandant en chef, U.S. Pacific Fleet (CINCPAC), 1941–1943. - Commandant en chef, U.S. Pacific Fleet/Commandant en chef, Pacific Ocean Areas (CINCPAC/CINCPOA), 1943–1944. - Commandant en chef, U.S. Pacific Fleet/Commandant en chef, Pacific Ocean Areas/Gouverneur militaire de Mariana Islands (CINCPAC/CINCPOA), 1944–1945. - Chef des opérations navales (CNO), 1945–1947. - Service spécial, 1947–1966 | 6     | 1905 (USNA)           | 36                                              | (1885–1966) Promu fleet admiral, 19 décembre 1944. Son frère est marié avec la fille de l’admiral Charles F. Hughes.                                                                                             |
| 57  | Royal E. Ingersoll         | 1er juillet 1942   | - Commandant en chef, U.S. Atlantic Fleet (CINCLANT), 1941–1944. - Commandant, Western Sea Frontier (COMWESTSEAFRON), 1944–1946. - Deputy Commandant en chef, U.S. Fleet/Deputy Chef des opérations navales (DCOMINCH/DCNO), 1944–1945. | 3     | 1905 (USNA)           | 37                                              | (1883–1976) |
| 58  | William F. Halsey Jr.      | 18 novembre 1942   | - Commandant, South Pacific Area/Commandant, South Pacific Force (COMSOPAC/COMSOPACFOR), 1942–1944. - Commandant, U.S. Third Fleet (COMTHIRDFLT), 1944–1945. - Service spécial, 1945–1947. | 3     | 1904 (USNA)           | 38                                              | (1882–1959) Promu fleet admiral, le 4 décembre 1945. |
| 59  | Raymond A. Spruance        | 16 février 1944    | - Commandant, Central Pacific Force (COMCENPACFOR), 1943–1944. - Commandant, U.S. Fifth Fleet (COMFIFTHFLT), 1944–1945. - Commandant en chef, U.S. Pacific Fleet/Commandant en chef, Pacific Ocean Areas/Military Governor of the Marshall, Caroline, and Mariana Islands (CINCPAC/CINCPOA), 1945–1946. - President, Naval War College, 1946–1948. | 4     | 1906 (USNA)           | 38                                              | (1886–1969) U.S. Ambassador to the Philippines, 1952–1955. |
| 60  | Jonas H. Ingram            | 15 novembre 1944   | - Commandant en chef, U.S. Atlantic Fleet (CINCLANT), 1944–1946. | 2     | 1909 (USNA)           | 35                                              | (1886–1952) Commissioner, All-America Football Conference, 1947–1949. Récompensé par la Medal of Honor, 1914. |
| 61  | Frederick J. Horne         | 15 décembre 1944   | - Vice-chef des opérations navales (VCNO), 1942–1945. | 1     | 1899 (USNA)           | 45                                              | (1880–1959) |
| 62  | Richard S. Edwards Jr.     | 3 avril 1945       | - Deputy Commandant en chef, U.S. Fleet/Deputy Chef des opérations navales (DCOMINCH/DCNO), 1944–1945. - Vice-chef des opérations navales (VCNO), 1945–1946. - Commandant, Western Sea Frontier/Commandant, Pacific Reserve Fleet (COMWESTSEAFRON/COMPACRESFLT), 1946–1947. | 2     | 1907 (USNA)           | 38                                              | (1885–1956) |
| 63  | H. Kent Hewitt             | 3 avril 1945       | - Commandant, U.S. Eighth Fleet (COMEIGHTHFLT), 1943–1945. - Commandant, United States Naval Forces Europe (COMNAVEUR), 1945–1946. - U.S. Naval Representative, U.N. Military Staff Committee (USNAVYMILCOMUNO), 1947–1949. | 4     | 1907 (USNA)           | 38                                              | (1887–1972) |
| 64  | Thomas C. Kinkaid          | 3 avril 1945       | - Commandant, Septième flotte (COMSEVENTHFLT), 1943–1945. - Commandant, Eastern Sea Frontier/Commandant, Atlantic Reserve Fleet (COMEASTSEAFRON/COMLANTRESFLT), 1946–1950. | 5     | 1908 (USNA)           | 37                                              | (1888–1972) Beau-père de l’admiral Husband E. Kimmel. |
| 65  | Richmond K. Turner         | 24 mai 1945        | - Commandant, Amphibious Forces, Pacific (COMPHIBPAC), 1944–1945. - U.S Naval Representative, U.N. Military Staff Committee (USNAVYMILCOMUNO), 1945–1947. | 2     | 1908 (USNA)           | 37                                              | (1885–1961) |
| 66  | Samuel M. Robinson         | 27 août 1945       | - Directeur, Office of Procurement and Material, 1942–1946. | 1     | 1903 (USNA)           | 42                                              | (1882–1972) Administrateur, Webb Institute of Naval Architecture, 1946–1951. Premier officier ingénieur à atteindre le rang d’admiral.                                                                           |
| *   | John S. McCain Sr.         | 6 septembre 1945   | - (posthumous) | 0     | 1906 (USNA)           | 39                                              | (1884–1945) Père de l’admiral John S. McCain Jr. ; grand-père du sénateur John S. McCain III. |
| 67  | John Henry Towers          | 7 novembre 1945    | - Commandant, U.S. Fifth Fleet (COMFIFTHFLT), 1945–1946. - Commandant en chef, U.S. Pacific Fleet/Commandant en chef, Pacific Ocean Areas/Gouverneur militaire des Îles Marshall, des États fédérés de Micronésie, et des Îles Mariannes du Nord (CINCPAC/CINCPOA), 1946–1947. - Commandant en chef, Pacific Command/Commandant en chef, U.S. Pacific Fleet/Gouverneur militaire des Îles Marshall, des États fédérés de Micronésie, et des Îles Mariannes du Nord (CINCPAC/CINCPACFLT), 1947. - Chairman, General Board of the Navy, 1947. | 2     | 1906 (USNA)           | 39                                              | (1885–1955) |
| 68  | DeWitt C. Ramsey           | 28 décembre 1945   | - Vice-chef des opérations navales (VCNO), 1946–1948. - Commandant en chef, Pacific Command/Commandant en chef, U.S. Pacific Fleet/High Commissioner, Trust Territory of the Pacific Islands (CINCPAC/CINCPACFLT), 1948–1949. | 4     | 1912 (USNA)           | 33                                              | (1888–1961) |
| 69  | Louis E. Denfeld           | 7 janvier 1946     | - Commandant en chef, Pacific Command/Commandant en chef, U.S. Pacific Fleet/Military Governor of the Marshall, Caroline, et Mariana Islands (CINCPAC/CINCPACFLT), 1947. - Commandant en chef, Pacific Command/Commandant en chef, U.S. Pacific Fleet/High Commissioner, Trust Territory of the Pacific Islands (CINCPAC/CINCPACFLT), 1947 ; chef des Opérations navales (CNO), 1947–1949. | 2     | 1912 (USNA)           | 34                                              | (1891–1972) Candidat du Parti républicain pour le poste de gouverneurs du Massachusetts, 1950. |
| 70  | Charles M. Cooke Jr.       | 8 janvier 1946     | - Commandant, Septième flotte (COMSEVENTHFLT), 1946–1947. - Commandant, U.S. Naval Forces, Western Pacific (COMNAVWESPAC), 1947–1948. | 2     | 1910 (USNA)           | 36                                              | (1886–1970) |
| 71  | Marc A. Mitscher           | 1er mars 1946      | - Commandant en chef, U.S. Atlantic Fleet (CINCLANTFLT), 1946–1947. | 1     | 1910 (USNA)           | 36                                              | (1887–1947) Mort en service. |
| 72  | Ben Moreell                | 11 juin 1946       | - Chief of Naval Material (CNM), 1946. | 0     | 1917 (CEC)            | 29                                              | (1892–1978) Le premier officier du staff corps à atteindre le rang d’admiral. |
| 73  | Richard L. Conolly         | 23 septembre 1946  | - Commandant, United States Naval Forces Europe (COMNAVEUR), 1946. - Commandant, U.S. Naval Forces, Eastern Atlantic and Mediterranean (COMNAVEASTLANTMED), 1946–1947. - Commandant en chef, U.S. Naval Forces, Eastern Atlantic and Mediterranean (CINCNAVEASTLANTMED), 1947–1948 ; Commandant en chef, U.S. Naval Forces, Eastern Atlantic and Mediterranean (CINCNELM), 1948–1950. | 4     | 1914 (USNA)           | 32                                              | (1892–1962) Président, Long Island University, 1953–1962. |
| 74  | William H.P. Blandy        | 3 février 1947     | - Commandant en chef, U.S. Atlantic Fleet (CINCLANTFLT), 1947. - Commandant en chef, Atlantic Command/Commandant en chef, U.S. Atlantic Fleet (CINCLANT/CINCLANTFLT), 1947–1950. | 3     | 1913 (USNA)           | 34                                              | (1890–1954) |
| 75  | Arthur W. Radford          | 7 avril 1949       | - Commandant en chef, Pacific Command/Commandant en chef, U.S. Pacific Fleet/High Commissioner, Trust Territory of the Pacific Islands (CINCPAC/CINCPACFLT), 1949–1951. - Commandant en chef, Pacific Command/Commandant en chef, U.S. Pacific Fleet (CINCPAC/CINCPACFLT), 1951–1953. - Chairman, Joint Chiefs of Staff (CJCS), 1953–1957. | 8     | 1916 (USNA)           | 33                                              | (1896–1973) |
| 76  | Forrest P. Sherman         | 2 novembre 1949    | - Chef des opérations navales (CNO), 1949–1951. | 2     | 1917 (USNA)           | 32                                              | (1896–1951) Mort en service. |
| 77  | William M. Fechteler       | 1er février 1950   | - Commandant en chef, Atlantic Command/Commandant en chef, U.S. Atlantic Fleet (CINCLANT/CINCLANTFLT), 1950–1951. - Chef des opérations navales (CNO), 1951–1953. - Commandant en chef, Allied Forces Southern Europe (CINCSOUTH), 1953–1956. | 6     | 1916 (USNA)           | 34                                              | (1896–1967) |
| 78  | Robert B. Carney           | 2 octobre 1950     | - Commandant en chef, U.S. Naval Forces, Eastern Atlantic and Mediterranean (CINCNELM), 1950–1951. - Commandant en chef, Allied Forces Southern Europe/Commandant en chef, U.S. Naval Forces, Eastern Atlantic and Mediterranean (CINCSOUTH/CINCNELM), 1951–1952. - Commandant en chef, Allied Forces Southern Europe (CINCSOUTH), 1952–1953. - Chef des opérations navales (CNO), 1953–1955. | 5     | 1916 (USNA)           | 34                                              | (1895–1990) |
| 79  | Lynde D. McCormick         | 22 décembre 1950   | - Vice-chef des opérations navales (VCNO), 1950–1951. - Commandant en chef, Atlantic Command/Commandant en chef, U.S. Atlantic Fleet (CINCLANT/CINCLANTFLT), 1951–1952. - Supreme Allied Commander Atlantic/Commandant en chef, Atlantic Command/Commandant en chef, U.S. Atlantic Fleet (SACLANT/CINCLANT/CINCLANTFLT), 1952–1954. | 4     | 1915 (USNA)           | 35                                              | (1895–1956) |
| 80  | Donald B. Duncan           | 9 août 1951        | - Vice-chef des opérations navales (VCNO), 1951–1956. | 5     | 1917 (USNA)           | 34                                              | (1896–1975) Gouverneur, U.S. Naval Home, 1957–1962. Beau-père du secrétaire au Commerce Harry L. Hopkins. |
| 81  | Felix B. Stump             | 27 juin 1953       | - Commandant en chef, Pacific Command/Commandant en chef, U.S. Pacific Fleet (CINCPAC/CINCPACFLT), 1953–1958 - Commandant en chef, Pacific Command (CINCPAC), 1958. | 5     | 1917 (USNA)           | 36                                              | (1894–1972) |
| 82  | Jerauld Wright             | 6 avril 1954       | - Supreme Allied Commander Atlantic/Commandant en chef, Atlantic Command/Commandant en chef, U.S. Atlantic Fleet (SACLANT/CINCLANT/CINCLANTFLT), 1954–1960. | 6     | 1917 (USNA)           | 37                                              | (1898–1995) U.S. Ambassador to China, 1963–1965. |
| 83  | John H. Cassady            | 7 avril 1954       | - Commandant en chef, U.S. Naval Forces, Eastern Atlantic and Mediterranean (CINCNELM), 1954–1956. | 2     | 1918 (USNA)           | 36                                              | (1896–1969) |
| 84  | Arleigh A. Burke           | 6 juin 1955        | - Chef des opérations navales (CNO), 1955–1961. | 6     | 1923 (USNA)           | 32                                              | (1901–1996) Récompensé par la médaille présidentielle de la Liberté, 1977. |
| 85  | Robert P. Briscoe          | 30 avril 1956      | - Commandant en chef, Allied Forces Southern Europe (CINCSOUTH), 1956–1959. | 3     | 1918 (USNA)           | 38                                              | (1897–1968) |
| 86  | Walter F. Boone            | 1er mai 1956       | - Commandant en chef, U.S. Naval Forces, Eastern Atlantic and Mediterranean (CINCNELM), 1956–1958. - U.S. Military Representative, NATO Military Committee (USMILREP), 1958–1960. | 4     | 1920 (USNA)           | 36                                              | (1898–1995) Superintendent, U.S. Naval Academy, 1954–1956 ; Deputy Associate Administrator for Defense Affairs, National Aeronautics and Space Administration, 1962–1968.                                        |
| 87  | Harry D. Felt              | 1er septembre 1956 | - Vice-chef des opérations navales (VCNO), 1956–1958. - Commandant en chef, Pacific Command (CINCPAC), 1958–1964. | 8     | 1923 (USNA)           | 33                                              | (1902–1992) |
| 88  | Maurice E. Curts           | 29 avril 1957      | - Deputy Commandant en chef, Pacific Command/Deputy Commandant en chef, U.S. Pacific Fleet (DCINCPAC/DCINCPACFLT), 1955–1958. - Commandant en chef, U.S. Pacific Fleet (CINCPACFLT), 1958. | 1     | 1919 (USNA)           | 38                                              | (1898–1976) |
| 89  | James L. Holloway Jr.      | 1er janvier 1958   | - Commandant en chef, U.S. Naval Forces, Eastern Atlantic and Mediterranean/Commandant en chef, Specified Command Middle East (CINCNELM/CINCSPECOMME), 1958–1959. | 1     | 1918 (USNA)           | 40                                              | (1898–1984) Superintendent, U.S. Naval Academy, 1947–1950 ; gouverneur, U.S. Naval Home, 1962–1966. Père de l’admiral James L. Holloway III.                                                                     |
| 90  | Herbert G. Hopwood         | 1er février 1958   | - Commandant en chef, U.S. Pacific Fleet (CINCPACFLT), 1958–1960. | 2     | 1919 (USNA)           | 39                                              | (1898–1966) |
| 91  | James S. Russell           | 21 juillet 1958    | - Vice-chef des opérations navales (VCNO), 1958–1961. - Commandant en chef, Allied Forces Southern Europe (CINCSOUTH), 1961–1965. | 7     | 1926 (USNA)           | 32                                              | (1903–1996) |
| 92  | Charles R. Brown           | 1er janvier 1959   | - Commandant en chef, Allied Forces Southern Europe (CINCSOUTH), 1959–1961. | 2     | 1921 (USNA)           | 38                                              | (1899–1983) |
| 93  | Robert L. Dennison         | 1er février 1959   | - Commandant en chef, U.S. Naval Forces, Eastern Atlantic and Mediterranean/Commandant en chef, Specified Command Middle East (CINCNELM/CINCSPECOMME), 1959–1960. - Supreme Allied Commander Atlantic/Commandant en chef, Atlantic Command/Commandant en chef, U.S. Atlantic Fleet (SACLANT/CINCLANT/CINCLANTFLT), 1960–1963. | 4     | 1923 (USNA)           | 36                                              | (1901–1980) |
| 94  | Harold Page Smith          | 1er février 1960   | - Commandant en chef, United States Naval Forces Europe/Commandant en chef, U.S. Naval Forces, Eastern Atlantic and Mediterranean (CINCUSNAVEUR/CINCNELM), 1960–1963. - Supreme Allied Commander Atlantic/Commandant en chef, Atlantic Command/Commandant en chef, U.S. Atlantic Fleet (SACLANT/CINCLANT/CINCLANTFLT), 1963–1965. | 5     | 1924 (USNA)           | 36                                              | (1904–1993) Oncle de l’admiral Leighton W. Smith, Jr. |
| 95  | John H. Sides              | 1er mars 1960      | - Commandant en chef, U.S. Pacific Fleet (CINCPACFLT), 1960–1963. | 3     | 1925 (USNA)           | 35                                              | (1904–1978) |
| 96  | George W. Anderson Jr.     | 1er août 1961      | - Chef des opérations navales (CNO), 1961–1963. | 2     | 1927 (USNA)           | 34                                              | (1906–1992) U.S. Ambassador to Portugal, 1961–1963. |
| 97  | Claude V. Ricketts         | 1er novembre 1961  | - Vice-chef des opérations navales (VCNO), 1961–1964. | 3     | 1929 (USNA)           | 32                                              | (1906–1964) Mort en service. |
| 98  | David L. McDonald          | 1er avril 1963     | - Commandant en chef, United States Naval Forces Europe/Commandant en chef, U.S. Naval Forces, Eastern Atlantic and Mediterranean (CINCUSNAVEUR/CINCNELM), 1963. - Chef des opérations navales (CNO), 1963–1967. | 4     | 1928 (USNA)           | 35                                              | (1906–1997) |
| 99  | Charles D. Griffin         | 26 juin 1963       | - Commandant en chef, United States Naval Forces Europe/Commandant en chef, U.S. Naval Forces, Eastern Atlantic and Mediterranean (CINCUSNAVEUR/CINCNELM), 1963. - Commandant en chef, United States Naval Forces Europe (CINCUSNAVEUR), 1963–1965. - Commandant en chef, Allied Forces Southern Europe (CINCSOUTH), 1965–1968. | 5     | 1927 (USNA)           | 36                                              | (1906–1996) |
| 100 | U.S. Grant Sharp Jr.       | 27 septembre 1963  | - Commandant en chef, U.S. Pacific Fleet (CINCPACFLT), 1963–1964. - Commandant en chef, Pacific Command (CINCPAC), 1964–1968. | 5     | 1927 (USNA)           | 36                                              | (1906–2001) |
| 101 | Thomas H. Moorer           | 26 juin 1964       | - Commandant en chef, U.S. Pacific Fleet (CINCPACFLT), 1964–1965. - Supreme Allied Commander Atlantic/Commandant en chef, Atlantic Command/Commandant en chef, U.S. Atlantic Fleet (SACLANT/CINCLANT/CINCLANTFLT), 1965–1967. - Chef des opérations navales (CNO), 1967–1970. - Chairman, Joint Chiefs of Staff (CJCS), 1970–1974. | 10    | 1933 (USNA)           | 31                                              | (1912–2004) |
| 102 | Horacio Rivero Jr.         | 31 juillet 1964    | - Vice-chef des opérations navales (VCNO), 1964–1968. - Commandant en chef, Allied Forces Southern Europe (CINCSOUTH), 1968–1972. | 8     | 1931 (USNA)           | 33                                              | (1910–2000) U.S. Ambassador to Spain, 1972–1974. |
| 103 | John S. Thach              | 25 mars 1965       | - Commandant en chef, United States Naval Forces Europe (CINCUSNAVEUR), 1965–1967. | 2     | 1927 (USNA)           | 38                                              | (1905–1981) |
| 104 | Alfred G. Ward             | 27 mars 1965       | - U.S. Military Representative, NATO Military Committee (USMILREP), 1965–1968. | 3     | 1932 (USNA)           | 33                                              | (1909–1982) |
| 105 | Roy L. Johnson             | 31 mars 1965       | - Commandant en chef, U.S. Pacific Fleet (CINCPACFLT), 1965–1967. | 2     | 1929 (USNA)           | 36                                              | (1906–1999) |
| 106 | John S. McCain Jr.         | 1er mai 1967       | - Commandant en chef, United States Naval Forces Europe (CINCUSNAVEUR), 1967–1968. - Commandant en chef, Pacific Command (CINCPAC), 1968–1972. | 5     | 1931 (USNA)           | 36                                              | (1911–1981) Fils de l’admiral John S. McCain Sr. ; père du sénateur John S. McCain III. |
| 107 | Ignatius J. Galantin       | 19 mai 1967        | - Chief of Naval Material (CNM), 1965–1970. | 3     | 1933 (USNA)           | 34                                              | (1910–2004) |
| 108 | Ephraim P. Holmes          | 17 juin 1967       | - Supreme Allied Commander Atlantic/Commandant en chef, Atlantic Command/Commandant en chef, U.S. Atlantic Fleet (CINCLANTFLT), 1967–1970. | 3     | 1930 (USNA)           | 37                                              | (1908–1997) |
| 109 | John J. Hyland Jr.         | 1er décembre 1967  | - Commandant en chef, U.S. Pacific Fleet (CINCPACFLT), 1967–1970. | 3     | 1934 (USNA)           | 33                                              | (1912–1998) |
| 110 | Bernard A. Clarey          | 17 janvier 1968    | - Vice-chef des opérations navales (VCNO), 1968–1970. - Commandant en chef, U.S. Pacific Fleet (CINCPACFLT), 1970–1973. | 5     | 1934 (USNA)           | 34                                              | (1912–1996) |
| 111 | Waldemar F.A. Wendt        | 12 juillet 1968    | - Commandant en chef, U.S. Naval Forces Europe (CINCUSNAVEUR), 1968–1971. | 3     | 1933 (USNA)           | 35                                              | (1912–1997) |
| 112 | Elmo Zumwalt               | 1er juillet 1970   | - Chef des opérations navales (CNO), 1970–1974. | 4     | 1942 (USNA)           | 28                                              | (1920–2000) Democratic Party nominee for U.S. Senator from Virginia, 1976. Awarded médaille présidentielle de la Liberté, 1998.                                                                                  |
| 113 | Charles K. Duncan          | 1er septembre 1970 | - Supreme Allied Commander Atlantic/Commandant en chef, Atlantic Command/Commandant en chef, U.S. Atlantic Fleet (SACLANT/CINCLANT/CINCLANTFLT), 1970–1972. | 2     | 1933 (USNA)           | 37                                              | (1911–1994) |
| 114 | Jackson D. Arnold          | 14 octobre 1970    | - Chief of Naval Material (CNM), 1970–1971. | 1     | 1934 (USNA)           | 36                                              | (1912–2007) Premier officier Restricted Line atteindre le rang d’admiral. |
| 115 | Ralph W. Cousins           | 30 Oct 1970        | - Vice-chef des opérations navales (VCNO), 1970–1972. - Supreme Allied Commander Atlantic/Commandant en chef, Atlantic Command/Commandant en chef, U.S. Atlantic Fleet (SACLANT/CINCLANT/CINCLANTFLT), 1972–1975. | 5     | 1937 (USNA)           | 33                                              | (1915–2009) |
| 116 | William F. Bringle         | 1er juillet 1971   | - Commandant en chef, U.S. Naval Forces Europe (CINCUSNAVEUR), 1971–1973. | 2     | 1937 (USNA)           | 34                                              | (1913–1999) |
| 117 | Isaac C. Kidd Jr.          | 1er décembre 1971  | - Chief of Naval Material (CNM), 1971–1975. - Supreme Allied Commander Atlantic/Commandant en chef, Atlantic Command/Commandant en chef, U.S. Atlantic Fleet (SACLANT/CINCLANT/CINCLANTFLT), 1975–1978. | 7     | 1942 (USNA)           | 29                                              | (1919–1999) |
| 118 | Richard G. Colbert         | 1er juin 1972      | - Commandant en chef, Allied Forces Southern Europe (CINCSOUTH), 1972–1973. | 1     | 1937 (USNA)           | 35                                              | (1915–1973) |
| 119 | Noel A.M. Gayler           | 1er septembre 1972 | - Commandant en chef, Pacific Command (CINCPAC), 1972–1976. | 4     | 1935 (USNA)           | 37                                              | (1914–2011) Directeur de la National Security Agency, 1969–1972. |
| 120 | Maurice F. Weisner         | 1er septembre 1972 | - Vice-chef des opérations navales (VCNO), 1972–1973. - Commandant en chef, U.S. Pacific Fleet (CINCPACFLT), 1973–1976. - Commandant en chef, Pacific Command (CINCPAC), 1976–1979. | 7     | 1941 (USNA)           | 31                                              | (1917–2006) |
| 121 | James L. Holloway III      | 1er septembre 1973 | - Vice-chef des opérations navales (VCNO), 1973–1974. - Chef des opérations navales (CNO), 1974–1978. | 5     | 1942 (USNA)           | 31                                              | (1922–) Fils de l’admiral James L. Holloway Jr. |
| 122 | Worth H. Bagley            | 1er septembre 1973 | - Commandant en chef, U.S. Naval Forces Europe (CINCUSNAVEUR), 1973–1974. - Vice-chef des opérations navales (VCNO), 1974–1975. | 2     | 1947 (USNA)           | 26                                              | (1924–) Fils de l’admiral David W. Bagley ; frère de l’admiral David H. Bagley. |
| 123 | Hyman Rickover             | 16 Nov 1973        | - Director, Division of Nuclear Reactors, 1948–1982. | 9     | 1922 (USNA)           | 51                                              | (1900–1986) Récompensé par la médaille présidentielle de la Liberté, 1980 ; Congressional Gold Medal, 1958 and 1982.                                                                                             |
| 124 | Means Johnston Jr.         | 25 novembre 1973   | - Commandant en chef, Allied Forces Southern Europe (CINCSOUTH), 1973–1975. | 2     | 1939 (USNA)           | 34                                              | (1916–1989) |
| 125 | Harold E. Shear            | 24 mai 1974        | - Commandant en chef, U.S. Naval Forces Europe (CINCUSNAVEUR), 1974–1975. - Vice-chef des opérations navales (VCNO), 1975–1977. - Commandant en chef, Allied Forces Southern Europe (CINCSOUTH), 1978–1980. | 6     | 1942 (USNA)           | 32                                              | (1918–1999) Administrateur, U.S. Maritime Administration, 1981–1985. |
| 126 | John P. Weinel             | 2 août 1974        | - U.S. Military Representative, NATO Military Committee (USMILREP), 1974–1977. | 3     | 1939 (USNA)           | 35                                              | (1916–2004) |
| 127 | Frederick H. Michaelis     | 19 avril 1975      | - Chief of Naval Material (CNM), 1975–1978. | 3     | 1940 (USNA)           | 35                                              | (1917–1992) |
| 128 | David H. Bagley            | 21 mai 1975        | - Commandant en chef, U.S. Naval Forces Europe (CINCUSNAVEUR), 1975–1977. | 2     | 1943 (USNA)           | 32                                              | (1920–1992) Fils de l’admiral David W. Bagley ; frère de l’admiral Worth H. Bagley. |
| 129 | Stansfield Turner          | 1er septembre 1975 | - Commandant en chef, Allied Forces Southern Europe (CINCSOUTH), 1975–1977. - Directeur du renseignement national (DCI), 1977–1981. | 4     | 1946 (USNA)           | 29                                              | (1923–) |
| 130 | Daniel J. Murphy           | 1976               | - Deputy to the Director of Central Intelligence for the Intelligence Community (D/DCI/IC), 1976–1977. | 1     | 1943 (OCS)            | 33                                              | (1922–2001) U.S. Deputy Undersecretary of Defense for Policy, 1977–1981 ; chef d’état-major auprès du vice-président des États-Unis, 1981–1985.                                                                  |
| 131 | Thomas B. Hayward          | 12 août 1976       | - Commandant en chef, U.S. Pacific Fleet (CINCPACFLT), 1976–1978. - Chef des opérations navales (CNO), 1978–1982. | 6     | 1947 (USNA)           | 29                                              | (1924–) |
| 132 | Robert L. J. Long          | 5 juillet 1977     | - Vice-chef des opérations navales (VCNO), 1977–1979. - Commandant en chef, Pacific Command (CINCPAC), 1979–1983. | 6     | 1943 (USNA)           | 34                                              | (1920–2002) |
| 133 | Donald C. Davis            | 9 mai 1978         | - Commandant en chef, U.S. Pacific Fleet (CINCPACFLT), 1978–1981. | 3     | 1943 (USNA)           | 35                                              | (1921–1998) |
| 134 | Alfred J. Whittle Jr.      | 1er août 1978      | - Chief of Naval Material (CNM), 1978–1981. | 3     | 1945 (USNA)           | 33                                              | (1924–1993) |
| 135 | Harry D. Train II          | 1er octobre 1978   | - Supreme Allied Commander Atlantic/Commandant en chef, Atlantic Command/Commandant en chef, U.S. Atlantic Fleet (SACLANT/CINCLANT/CINCLANTFLT), 1978–1982. | 4     | 1949 (USNA)           | 29                                              | (1927–) |
| 136 | James D. Watkins           | 18 septembre 1979  | - Vice-chef des opérations navales (VCNO), 1979–1981. - Commandant en chef, U.S. Pacific Fleet (CINCPACFLT), 1981–1982. - Chef des opérations navales (CNO), 1982–1986. | 7     | 1949 (USNA)           | 30                                              | (1927–2012) Secrétaire à l'Énergie, 1989–1993. |
| 137 | William J. Crowe Jr.       | 30 mai 1980        | - Commandant en chef, Allied Forces Southern Europe (CINCSOUTH), 1980–1983. - Commandant en chef, U.S. Naval Forces Europe/Commandant en chef, Allied Forces Southern Europe (CINCUSNAVEUR/CINCSOUTH), 1983. - Commandant en chef, Pacific Command (CINCPAC), 1983. - Commandant en chef, U.S. Pacific Command (USCINCPAC), 1983–1985. - Chairman, Joint Chiefs of Staff (CJCS), 1985–1989. | 9     | 1947 (USNA)           | 33                                              | (1925–2007) Ambassadeur des États-Unis au Royaume-Uni, 1994–1997. Récompensé par la médaille présidentielle de la Liberté, 2000.                                                                                 |
| 138 | Bobby R. Inman             | 12 Feb 1981        | - Deputy Director of Central Intelligence (DDCI), 1981–1982. | 1     | 1952 (OCS)            | 29                                              | (1931–) Directeur de la National Security Agency, 1977–1981. Premier officier naval de renseignement à atteindre le rang d’admiral                                                                               |
| 139 | William N. Small           | 1er juillet 1981   | - Vice-chef des opérations navales (VCNO), 1981–1983. - Commandant en chef, U.S. Naval Forces Europe/Commandant en chef, Allied Forces Southern Europe (CINCUSNAVEUR/CINCSOUTH), 1983–1985. | 4     | 1948 (USNA)           | 33                                              | (1927–) |
| 140 | John G. Williams Jr.       | 1er juillet 1981   | - Chief of Naval Material (CNM), 1981–1983. | 2     | 1947 (USNA)           | 34                                              | (1924–1991) |
| 141 | George E.R. Kinnear II     | 31 juillet 1981    | - U.S. Military Representative, NATO Military Committee (USMILREP), 1981–1982. | 1     | 1948 (OCS)            | 33                                              | (1928–) |
| 142 | Kinnaird R. McKee          | 2 mars 1982        | - Directeur, Naval Nuclear Propulsion/Deputy Administrator, NNSA's Naval Reactors (NAVSEA 08), 1982–1988. | 6     | 1951 (USNA)           | 31                                              | (1929–) Superintendent, U.S. Naval Academy, 1975–1978. |
| 143 | Sylvester R. Foley Jr.     | 28 mai 1982        | - Commandant en chef, U.S. Pacific Fleet (CINCPACFLT), 1982–1985. | 3     | 1950 (USNA)           | 32                                              | (1928–) U.S. Assistant Secretary of Energy for Defense Programs, 1985–1988. |
| 144 | Wesley L. McDonald         | 1er octobre 1982   | - Supreme Allied Commander Atlantic/Commandant en chef, Atlantic Command/Commandant en chef, U.S. Atlantic Fleet (SACLANT/CINCLANT/CINCLANTFLT), 1982–1983. - Supreme Allied Commander Atlantic/Commandant en chef, U.S. Atlantic Command/Commandant en chef, U.S. Atlantic Fleet (SACLANT/USCINCLANT/CINCLANTFLT), 1983–1985. | 3     | 1946 (USNA)           | 36                                              | (1924–2009) |
| 145 | Ronald J. Hays             | 29 avril 1983      | - Vice-chef des opérations navales (VCNO), 1983–1985. - Commandant en chef, U.S. Pacific Command (USCINCPAC), 1985–1988. | 5     | 1950 (USNA)           | 33                                              | (1928–) |
| 146 | Steven A. White            | 1er août 1983      | - Chief of Naval Material (CNM), 1983–1985. | 2     | 1952 (NROTC)          | 31                                              | (1928–) Manager of Nuclear Power, Tennessee Valley Authority, 1986–1988. |
| 147 | Lee Baggett Jr.            | 30 mai 1985        | - Commandant en chef, U.S. Naval Forces Europe/Commandant en chef, Allied Forces Southern Europe (CINCUSNAVEUR/CINCSOUTH), 1985. - Supreme Allied Commander Atlantic/Commandant en chef, U.S. Atlantic Command (SACLANT/USCINCLANT), 1985–1988. | 3     | 1950 (USNA)           | 35                                              | (1927–1999) |
| 148 | James A. Lyons Jr.         | 16 septembre 1985  | - Commandant en chef, U.S. Pacific Fleet (CINCPACFLT), 1985–1987. | 2     | 1952 (USNA)           | 33                                              | (1927–) |
| 149 | Carlisle A.H. Trost        | 4 octobre 1985     | - Commandant en chef, U.S. Atlantic Fleet/Deputy Commandant en chef, U.S. Atlantic Command (CINCLANTFLT/DCINCLANT), 1985–1986. - Chef des opérations navales (CNO), 1986–1990. | 5     | 1953 (USNA)           | 32                                              | (1930–) |
| 150 | James B. Busey IV          | 17 octobre 1985    | - Vice-chef des opérations navales (VCNO), 1985–1987. - Commandant en chef, U.S. Naval Forces Europe/Commandant en chef, Allied Forces Southern Europe (CINCUSNAVEUR/CINCSOUTH), 1987–1989. | 4     | 1954 (NAVCAD)         | 31                                              | (1932–) Administrateur, Federal Aviation Administration, 1989–1991 ; secrétaire d’État adjoint aux Transports, 1991–1992.                                                                                        |
| 151 | Arthur S. Moreau Jr.       | 15 novembre 1985   | - Commandant en chef, U.S. Naval Forces Europe/Commandant en chef, Allied Forces Southern Europe (CINCUSNAVEUR/CINCSOUTH), 1985–1986. | 1     | 1953 (USNA)           | 32                                              | (1931–1986) |
| 152 | Frank B. Kelso II          | 13 juin 1986       | - Commandant en chef, U.S. Atlantic Fleet/Deputy Commandant en chef, U.S. Atlantic Command (CINCLANTFLT/DCINCLANT), 1986. - Commandant en chef, U.S. Atlantic Fleet (CINCLANTFLT), 1986–1988. - Supreme Allied Commander Atlantic/Commandant en chef, U.S. Atlantic Command (SACLANT/USCINCLANT), 1988–1990. - Chef des opérations navales (CNO), 1990–1994. | 8     | 1956 (USNA)           | 30                                              | (1933–2013) |
| 153 | Huntington Hardisty        | 11 mars 1987       | - Vice-chef des opérations navales (VCNO), 1987–1988. - Commandant en chef, U.S. Pacific Command (USCINCPAC), 1988–1991. | 4     | 1952 (USNA)           | 35                                              | (1929–2003) |
| 154 | Powell F. Carter Jr.       | 1er octobre 1987   | - U.S. Military Representative, NATO Military Committee (USMILREP), 1987–1988. - Commandant en chef, U.S. Atlantic Fleet (CINCLANTFLT), 1988–1991. | 4     | 1955 (USNA)           | 32                                              | (1931–) |
| 155 | David E. Jeremiah          | 1er octobre 1987   | - Commandant en chef, U.S. Pacific Fleet (CINCPACFLT), 1987–1990. - Vice Chairman, Joint Chiefs of Staff (VCJCS), 1990–1994. | 7     | 1956 (OCS)            | 32                                              | (1934–) |
| 156 | Leon A. Edney              | 1er octobre 1988   | - Vice-chef des opérations navales (VCNO), 1988–1990. - Supreme Allied Commander Atlantic/Commandant en chef, U.S. Atlantic Command (SACLANT/USCINCLANT), 1990–1992. | 4     | 1957 (USNA)           | 31                                              | (1935–) |
| 157 | Bruce DeMars               | 1er novembre 1988  | - Directeur, Naval Nuclear Propulsion/Deputy Administrator, NNSA's Naval Reactors (NAVSEA 08), 1988–1996. | 8     | 1957 (USNA)           | 31                                              | (1935–) |
| 158 | James R. Hogg              | 1er décembre 1988  | - U.S. Military Representative, NATO Military Committee (USMILREP), 1988–1991. | 3     | 1956 (USNA)           | 32                                              | (1934–) |
| 159 | Jonathan T. Howe           | 1er juin 1989      | - Commandant en chef, U.S. Naval Forces Europe/Commandant en chef, Allied Forces Southern Europe (CINCUSNAVEUR/CINCSOUTH), 1989–1991. - Deputy National Security Advisor, 1991–1993. | 3     | 1957 (USNA)           | 32                                              | (1935–) U.S. Assistant Secretary of State for Politico-Military Affairs, 1982–1984; Special Representative of the U.N. Secretary General for Somalia, 1993–1994.                                                 |
| 160 | Charles R. Larson          | 1er mars 1990      | - Commandant en chef, U.S. Pacific Fleet (CINCPACFLT), 1990–1991. - Commandant en chef, U.S. Pacific Command (USCINCPAC), 1991–1994. - Superintendent, U.S. Naval Academy, 1994–1998. | 8     | 1958 (USNA)           | 32                                              | (1936–) Superintendent, U.S. Naval Academy, 1983–1986; Democratic Party nominee for Lieutenant Governor of Maryland, 2002.                                                                                       |
| 161 | Jerome L. Johnson          | 1er juillet 1990   | - Vice-chef des opérations navales (VCNO), 1990–1992. | 2     | 1956 (NROTC)          | 34                                              | (1935–) |
| 162 | Paul D. Miller             | 1er février 1991   | - Commandant en chef, U.S. Atlantic Fleet (CINCLANTFLT), 1991–1992. - Supreme Allied Commander Atlantic/Commandant en chef, U.S. Atlantic Command (SACLANT/USCINCLANT), 1992–1993. - Supreme Allied Commander Atlantic/Commandant en chef, U.S. Atlantic Command (SACLANT/USCINCACOM), 1993–1994. | 3     | 1964 (OCS)            | 27                                              | (1941–) |
| 163 | William D. Smith           | 22 février 1991    | - U.S. Military Representative, NATO Military Committee (USMILREP), 1991–1993. | 2     | 1955 (USNA)           | 36                                              | (1933–) |
| 164 | Robert J. Kelly            | 1er mars 1991      | - Commandant en chef, U.S. Pacific Fleet (CINCPACFLT), 1991–1994. | 3     | 1959 (USNA)           | 32                                              | (1938–) |
| 165 | Jeremy M. Boorda           | 2 mars 1992        | - Commandant en chef, U.S. Naval Forces Europe/Commandant en chef, Allied Forces Southern Europe (CINCUSNAVEUR/CINCSOUTH), 1991–1994. - Chef des opérations navales (CNO), 1994–1996. | 4     | 1962 (OCS)            | 30                                              | (1938–1996) Mort en service. |
| 166 | William O. Studeman        | 9 avril 1992       | - Deputy Director of Central Intelligence (DDCI), 1992–1995. | 3     | 1962 (NROTC)          | 30                                              | (1940–) Directeur de la National Security Agency, 1988–1992. |
| 167 | Stanley R. Arthur          | 6 juillet 1992     | - Vice-chef des opérations navales (VCNO), 1992–1995. | 3     | 1957 (NROTC)          | 35                                              | (1935–) |
| 168 | Henry H. Mauz Jr.          | 1er août 1992      | - Commandant en chef, U.S. Atlantic Fleet (CINCLANTFLT), 1992–1994. | 2     | 1959 (USNA)           | 33                                              | (1936–) |
| 169 | Henry G. Chiles Jr.        | 14 février 1994    | - Commandant en chef, U.S. Strategic Command (USCINCSTRAT), 1994–1996. | 2     | 1960 (USNA)           | 34                                              | (1938–) |
| 170 | William A. Owens           | 1er mars 1994      | - Vice Chairman, Joint Chiefs of Staff (VCJCS), 1994–1996. | 2     | 1962 (USNA)           | 32                                              | (1940–) |
| 171 | Leighton W. Smith Jr.      | 1er mai 1994       | - Commandant en chef, U.S. Naval Forces Europe/Commandant en chef, Allied Forces Southern Europe (CINCUSNAVEUR/CINCSOUTH), 1994–1996. | 2     | 1962 (USNA)           | 32                                              | (1939–) Neveu de l’admiral Harold Page Smith. |
| 172 | Richard C. Macke           | 1er octobre 1994   | - Commandant en chef, U.S. Pacific Command (USCINCPAC), 1994–1996. | 2     | 1960 (USNA)           | 34                                              | (1938–) Libéré de ses obligations, 1996. |
| 173 | Ronald J. Zlatoper         | 5 octobre 1994     | - Commandant en chef, U.S. Pacific Fleet (CINCPACFLT), 1994–1996. | 2     | 1963 (NROTC)          | 31                                              | (1941–) |
| 174 | William J. Flanagan Jr.    | 1er novembre 1994  | - Commandant en chef, U.S. Atlantic Fleet (CINCLANTFLT), 1994–1996. | 2     | 1964 (MMA)            | 30                                              | (1943–) |
| 175 | Joseph W. Prueher          | 1er juin 1995      | - Vice-chef des opérations navales (VCNO), 1995–1996. - Commandant en chef, U.S. Pacific Command (USCINCPAC), 1996–1999. | 4     | 1964 (USNA)           | 31                                              | (1942–) U.S. Ambassador to China, 1999–2001. |
| 176 | Jay L. Johnson             | 1er avril 1996     | - Vice-chef des opérations navales (VCNO), 1996. - Chef des opérations navales (CNO), 1996–2000. | 4     | 1968 (USNA)           | 28                                              | (1946–) |
| 177 | Thomas J. Lopez            | 31 juillet 1996    | - Commandant en chef, U.S. Naval Forces Europe/Commandant en chef, Allied Forces Southern Europe (CINCUSNAVEUR/CINCSOUTH), 1996–1998. | 2     | 1964 (NROTC)          | 32                                              | (1940–) |
| 178 | Frank L. Bowman            | 1er octobre 1996   | - Directeur, Naval Nuclear Propulsion/Deputy Administrator, NNSA's Naval Reactors (NAVSEA 08), 1996–2004. | 8     | 1966 (NROTC)          | 30                                              | (1944–) |
| 179 | Harold W. Gehman Jr.       | 1er octobre 1996   | - Vice-chef des opérations navales (VCNO), 1996–1997. - Supreme Allied Commander Atlantic/Commandant en chef, U.S. Atlantic Command (SACLANT/USCINCACOM), 1997–1999. - Supreme Allied Commander Atlantic/Commandant en chef, U.S. Joint Forces Command (SACLANT/USCINCJFCOM), 1999–2000. | 4     | 1965 (NROTC)          | 31                                              | (1942–) |
| 180 | Archie R. Clemins          | 1er janvier 1997   | - Commandant en chef, U.S. Pacific Fleet (CINCPACFLT), 1996–1999. | 2     | 1966 (NROTC)          | 31                                              | (1943–) |
| 181 | J. Paul Reason             | 1er février 1997   | - Commandant en chef, U.S. Atlantic Fleet (CINCLANTFLT), 1996–1999. | 2     | 1965 (USNA)           | 32                                              | (1941–) |
| 182 | Donald L. Pilling          | 30 octobre 1997    | - Vice-chef des opérations navales (VCNO), 1997–2000. | 3     | 1965 (USNA)           | 32                                              | (1943–2008) |
| 183 | Richard W. Mies            | 1er août 1998      | - Commandant en chef, U.S. Strategic Command (USCINCSTRAT), 1998–2001. | 3     | 1967 (USNA)           | 31                                              | (1944–) |
| 184 | Charles S. Abbot           | 1er septembre 1998 | - Deputy Commandant en chef, U.S. European Command (DCINCEUR), 1998–2000. | 2     | 1966 (USNA)           | 32                                              | (1945–) Directeur, Office of Homeland Security, 2001–2003. |
| 185 | James O. Ellis             | 1er janvier 1999   | - Commandant en chef, U.S. Naval Forces Europe/Commandant en chef, Allied Forces Southern Europe (CINCUSNAVEUR/CINCSOUTH), 1998–2001. - Commandant en chef, U.S. Strategic Command (USCINCSTRAT), 2001–2002. - Commandant, U.S. Strategic Command (CDRUSSTRATCOM), 2002–2004. | 5     | 1969 (USNA)           | 30                                              | (1947–) |
| 186 | Dennis C. Blair            | 1er mai 1999       | - Commandant en chef, U.S. Pacific Command (USCINCPAC), 1999–2002. | 3     | 1968 (USNA)           | 31                                              | (1946–) Président, Institute for Defense Analyses, 2003–2006; Directeur du renseignement national, 2009–2010. |
| 187 | Vernon E. Clark            | 1er novembre 1999  | - Commandant en chef, U.S. Atlantic Fleet (CINCLANTFLT), 1999–2000. - Chef des opérations navales (CNO), 2000–2005. | 6     | 1968 (OCS)            | 31                                              | (1944–) |
| 188 | Thomas B. Fargo            | 1er décembre 1999  | - Commandant en chef, U.S. Pacific Fleet (CINCPACFLT), 1999–2002. - Commandant en chef, U.S. Pacific Command (USCINCPAC), 2002. - Commandant, U.S. Pacific Command (CDRUSPACOM), 2002–2005. | 6     | 1970 (USNA)           | 29                                              | (1948–) |
| 189 | Robert J. Natter           | 1er septembre 2000 | - Commandant en chef, U.S. Atlantic Fleet (CINCLANTFLT), 2000–2001. - Commandant en chef, U.S. Atlantic Fleet/Commandant, Fleet Forces Command (CINCLANTFLT/COMFLTFORCOM), 2001–2002. - Commandant, Fleet Forces Command/Commandant, U.S. Atlantic Fleet (COMFLTFORCOM/COMLANTFLT), 2002–2003. | 3     | 1967 (USNA)           | 33                                              | (1945–) |
| 190 | William J. Fallon          | 1er novembre 2000  | - Vice-chef des opérations navales (VCNO), 2000–2003. - Commandant, Fleet Forces Command/Commandant, U.S. Atlantic Fleet (COMFLTFORCOM/COMLANTFLT), 2003–2005. - Commandant, U.S. Pacific Command (CDRUSPACOM), 2005–2007. - Commandant, U.S. Central Command (CDRUSCENTCOM), 2007–2008. | 8     | 1967 (NROTC)          | 33                                              | (1944–) |
| 191 | Gregory G. Johnson         | 24 octobre 2001    | - Commandant en chef, U.S. Naval Forces Europe/Commandant en chef, Allied Forces Southern Europe (CINCUSNAVEUR/CINCSOUTH), 2001–2002. - Commandant, U.S. Naval Forces Europe/Commandant en chef, Allied Forces Southern Europe (COMUSNAVEUR/CINCSOUTH), 2002–2004. - Commandant, U.S. Naval Forces Europe/Commandant, Allied Joint Force Command Naples (COMUSNAVEUR/COMJFC Naples), 2004. | 3     | 1969 (NROTC)          | 32                                              | (1946–) |
| 192 | Walter F. Doran            | 4 mai 2002         | - Commandant en chef, U.S. Pacific Fleet (CINCPACFLT), 2002; Commandant, U.S. Pacific Fleet (COMPACFLT), 2002–2005. | 3     | 1967 (NROTC)          | 35                                              | (1945–) |
| 193 | Edmund P. Giambastiani Jr. | 2 octobre 2002     | - Supreme Allied Commander Atlantic/Commander, U.S. Joint Forces Command (SACLANT/CDRUSJFCOM), 2002–2003. - Supreme Allied Commander Transformation/Commander, U.S. Joint Forces Command (SACT/CDRUSJFCOM), 2003–2005. - Vice Chairman, Joint Chiefs of Staff (VCJCS), 2005–2007. | 5     | 1970 (USNA)           | 32                                              | (1948–) |
| 194 | Michael G. Mullen          | 28 août 2003       | - Vice-chef des opérations navales (VCNO), 2003–2004. - Commandant, U.S. Naval Forces Europe/Commandant, Allied Joint Force Command Naples (COMUSNAVEUR/COMJFC Naples), 2004–2005. - Chef des opérations navales (CNO), 2005–2007. - Chairman, Joint Chiefs of Staff (CJCS), 2007–2011. | 8     | 1968 (USNA)           | 35                                              | (1946–) |
| 195 | John B. Nathman            | 1er décembre 2004  | - Vice-chef des opérations navales (VCNO), 2004–2005. - Commandant, Fleet Forces Command/Commandant, U.S. Atlantic Fleet (COMFLTFORCOM/COMLANTFLT), 2005–2006. - Commandant, U.S. Fleet Forces Command (COMUSFLTFORCOM), 2006–2007. | 3     | 1970 (USNA)           | 34                                              | (1948–) |
| 196 | Timothy J. Keating         | 1er janvier 2005   | - Commandant, U.S. Northern Command/Commandant, North American Aerospace Defense Command (CDRUSNORTHCOM/CDRNORAD), 2004–2007. - Commandant, U.S. Pacific Command (CDRUSPACOM), 2007–2009. | 5     | 1971 (USNA)           | 34                                              | (1949–) |
| 197 | Kirkland H. Donald         | 1er janvier 2005   | - Directeur, Naval Nuclear Propulsion/Deputy Administrator, NNSA's Naval Reactors (NAVSEA 08), 2004–2012. | 8     | 1975 (USNA)           | 30                                              | (1953–) |
| 198 | Robert F. Willard          | 18 mars 2005       | - Vice-chef des opérations navales (VCNO), 2005–2007. - Commandant, U.S. Pacific Fleet (COMPACFLT), 2007–2009. - Commandant, U.S. Pacific Command (CDRUSPACOM), 2009–présent. | 7     | 1973 (USNA)           | 32                                              | (1950–) |
| 199 | Henry G. Ulrich III        | 22 juillet 2005    | - Commandant, U.S. Naval Forces Europe/Commandant, Allied Joint Force Command Naples (COMUSNAVEUR/COMJFC Naples), 2005–2007. | 2     | 1972 (USNA)           | 33                                              | (1950–) |
| 200 | Gary Roughead              | 1er septembre 2005 | - Commandant, U.S. Pacific Fleet (COMPACFLT), 2005–2007. - Commandant, U.S. Fleet Forces Command (COMUSFLTFORCOM), 2007. - Chef des opérations navales (CNO), 2007–2011. | 6     | 1973 (USNA)           | 32                                              | (1951–) |
| 201 | James Stavridis            | 18 octobre 2006    | - Commandant, U.S. Southern Command (CDRUSSOUTHCOM), 2006–2009. - Commander, U.S. European Command/Supreme Allied Commander Europe (CDRUSEUCOM/SACEUR), 2009–2013. | 7     | 1976 (USNA)           | 30                                              | (1955–) |
| 202 | Patrick M. Walsh           | avril 2007         | - Vice-chef des opérations navales (VCNO), 2007–2009. - Commandant, U.S. Pacific Fleet (COMPACFLT), 2009–2012. | 5     | 1977 (USNA)           | 30                                              | (1955–) |
| 203 | Eric T. Olson              | 6 juillet 2007     | - Commandant, U.S. Special Operations Command (CDRUSSOCOM), 2007–2011. | 4     | 1973 (USNA)           | 34                                              | (1952–) Premier Navy SEAL à atteindre le grade d’admiral. |
| 204 | Jonathan W. Greenert       | 29 septembre 2007  | - Commandant, U.S. Fleet Forces Command (COMUSFLTFORCOM), 2007–2009. - Vice-chef des opérations navales (VCNO), 2009–2011. - Chef des opérations navales (CNO), 2011–présent. | 7     | 1975 (USNA)           | 32                                              | (1953–) |
| 205 | Mark P. Fitzgerald         | 30 novembre 2007   | - Commandant, U.S. Naval Forces Europe/Commandant, Allied Joint Force Command Naples (COMUSNAVEUR/COMJFC Naples), 2007–2009. - Commandant, U.S. Naval Forces Europe/Commandant, U.S. Naval Forces Africa/Commandant, Allied Joint Force Command Naples (COMUSNAVEUR/COMUSNAVAF/COMJFC Naples), 2009–2010. | 3     | 1973 (NROTC)          | 34                                              | (1951–) |
| 206 | John C. Harvey Jr.         | 24 juillet 2009    | - Commandant, U.S. Fleet Forces Command (COMUSFLTFORCOM), 2009–2012. | 3     | 1973 (USNA)           | 36                                              | (1951–) |
| 207 | James A. Winnefeld, Jr.    | 19 mai 2010        | - Commandant, U.S. Northern Command/Commandant, North American Aerospace Defense Command (CDRUSNORTHCOM/CDRNORAD), 2010–2011. - Vice Chairman, Joint Chiefs of Staff (VCJCS), 2011–présent. | 4     | 1978 (NROTC)          | 32                                              | (1956–) |
| 208 | Samuel J. Locklear III     | 6 octobre 2010     | - Commandant, U.S. Naval Forces Europe/Commandant, U.S. Naval Forces Africa/Commandant, Allied Joint Force Command Naples (COMUSNAVEUR/COMUSNAVAF/COMJFC Naples), 2010–2012. - Commandant, U.S. Pacific Command (CDRUSPACOM), 2012–présent. | 4     | 1977 (USNA)           | 33                                              | (1954–) |
| 209 | William H. McRaven         | 8 août 2011        | - Commandant, U.S. Special Operations Command (CDRUSSOCOM), 2011–présent. | 3     | 1977 (NROTC)          | 34                                              | (1955–) |
| 210 | Mark E. Ferguson III       | 22 août 2011       | - Vice-chef des Opérations navales (VCNO), 2011–présent. - Commandant, U.S. Naval Forces Europe/Commandant, U.S. Naval Forces Africa/Commandant, Allied Joint Force Command Naples (COMUSNAVEUR/COMUSNAVAF/COMJFC Naples) | 3     | 1978 (USNA)           | 33                                              | (1956–) |
| 211 | Cecil D. Haney             | 20 janvier 2012    | - Commandant, U.S. Pacific Fleet (COMPACFLT), 2012–2013. - Commandant, U.S. Strategic Command (CDRUSSTRATCOM), 2013–présent. | 2     | 1978 (USNA)           | 34                                              | (195?–) |
| 212 | Bruce W. Clingan           | 24 février 2012    | - Commandant, U.S. Naval Forces Europe/Commandant, U.S. Naval Forces Africa/Commandant, Allied Joint Force Command Naples (COMUSNAVEUR/COMUSNAVAF/COMJFC Naples), 2012–présent. | 2     | 1977 (NROTC)          | 34                                              | (1955–) |
| 213 | William E. Gortney         | 14 septembre 2012  | - Commandant, U.S. Fleet Forces Command (COMUSFLTFORCOM), 2012–présent. | 2     | 1977 (AOCS)           | 35                                              | (1955–) |
| 214 | John M. Richardson         | 2 novembre 2012    | - Directeur, Naval Nuclear Propulsion/Deputy Administrator, NNSA's Naval Reactors (NAVSEA 08), 2012–présent. | 2     | 1982 (USNA)           | 31                                              | (19??–) |
| 215 | Harry B. Harris Jr.        | 16 octobre 2013    | - Commandant, U.S. Pacific Fleet (COMPACFLT), 2013–présent. | 1     | 1978 (USNA)           | 35                                              | (1956–) |
| 216 | Michael S. Rogers          | 3 avril 2014       | - Directeur de la National Security Agency/Chief, Central Security Service/Commandant, U.S. Cyber Command (DIRNSA/CCSS/COMUSCYBERCOM), 2014–présent. | 2     | 1981 (NROTC)          | 33                                              | (1959– ) Premier officier de l'Information Dominance Corps à atteindre le grade d'amiral. |
| 217 | Michelle J. Howard         | 1er juillet 2014   | - Vice Chief of Naval Operations (VCNO), 2014–2017. | 2     | 1982 (USNA)           | 32                                              | (1960– ) Première femme à atteindre le grade d'amiral. |
| 218 | Philip S. Davidson         | 19 décembre 2014   | - Commandant, U.S. Fleet Forces Command (COMUSFLTFORCOM), 2014–présent. | 2     | 1982 (USNA)           | 32                                              | (1960– ) |
| 219 | Scott H. Swift             | 27 mai 2015        | - Commandant, U.S. Pacific Fleet (COMPACFLT), 2015–présent. | 1     | 1979 (AOCS)           | 36                                              | (1957– ) |
| 220 | James F. Caldwell, Jr.     | 14 août 2015       | - Directeur, Naval Nuclear Propulsion/Deputy Administrator, NNSA's Naval Reactors (NAVSEA 08), 2015–présent. | 1     | 1981 (USNA)           | 34                                              | (19??– ) |
| 221 | Kurt W. Tidd               | 14 janvier 2016    | - Commandant, U.S. Southern Command (CDRUSSOUTHCOM), 2015–présent. | 0     | 1978 (USNA)           | 38                                              | (19??– ) |

### Liste d’admirals promus hors service
La loi du Congrès du 4 mars 1925 permet aux officiers de l’US Navy, du US Marine Corps (le corps des Marines), et des US Coast Guard (la Garde côtière) d'être promus à un grade supérieur lors de leur départ à la retraite s'ils ont spécialement mérité lors de leur service actif ou lors de combats réels. Ce type de promotion a été familièrement appelé Tombstone promotion (promotion « pierre tombale ») parce que cela conférait tous les avantages et le prestige d'un rang supérieur, y compris l'inscription de ce rang sur les pierres tombales. La loi du Congrès du 23 février 1942 étend ce type de promotion à trois grades dont celui d’admiral (quatre étoiles).
Les promotions Tombstone se sont ensuite limitées à des citations émises avant le 1er janvier 1947, et enfin tout simplement supprimées à compter du 1er novembre 1959. La pratique a été arrêtée pour encourager les départs à la retraite d'officiers supérieurs et soulager une surreprésentation dans les rangs supérieurs.
|    | Nom                  | Obtention du grade de vice admiral | Fin de service | Date d'entrée dans la Marine | Notes |
| -- | -------------------- | ---------------------------------- | -------------- | ---------------------------- | --- |
| 1  | William L. Calhoun   | 16 juin 1942                       | décembre 1946  | 1906 (USNA)                  | (1885–1963) Arrière-petit-fils du vice-président John C. Calhoun.                                                                           |
| 2  | Frank J. Fletcher    | 26 juin 1942                       | mai 1947       | 1906 (USNA)                  | (1885–1973) Récompensé par la Medal of Honor, 1914. Neveu de l’admiral Frank F. Fletcher.                                                   |
| 3  | Aubrey W. Fitch      | 28 décembre 1942                   | juillet 1947   | 1906 (USNA)                  | (1883–1948) Superintendant de l'Académie navale d'Annapolis (1945–1947).                                                                    |
| 4  | John Howard Hoover   | 1er janvier 1943                   | juillet 1948   | 1906 (USNA)                  | (1887–1970) |
| 5  | Alan G. Kirk         | 10 septembre 1944                  | mars 1946      | 1909 (USNA)                  | (1888–1963) Ambassadeur des États-Unis en Belgique (1946–1947) ; en Union soviétique (1949–1952) ; en Chine (1962–1963).                    |
| 6  | George D. Murray     | 29 novembre 1944                   | août 1951      | 1911 (USNA)                  | (1889–1956) |
| 7  | Jesse B. Oldendorf   | 7 décembre 1944                    | septembre 1948 | 1909 (USNA)                  | (1887–1974) |
| 8  | Arthur S. Carpender  | 3 avril 1945                       | novembre 1946  | 1908 (USNA)                  | (1884–1959) Superintendent, Académie Admiral Farragut, 1948–19??                                                                            |
| 9  | Harry W. Hill        | 22 avril 1945                      | mai 1952       | 1911 (USNA)                  | (1890–1971) Superintendent, U.S. Naval Academy, 1950–1952 ; gouverneur, U.S. Naval Home, 1952–1954.                                         |
| 10 | Frederick C. Sherman | 13 juillet 1945                    | mars 1947      | 1910 (USNA)                  | (1880–1957) |
| 11 | John L. Hall Jr.     | 10 décembre 1945                   | mai 1953       | 1913 (USNA)                  | (1891–1978) |
| 12 | Oscar C. Badger II   | 13 décembre 1945                   | juin 1952      | 1911 (USNA)                  | (1890–1958) Récompensé par la Medal of Honor, 1914. Cousin du US Secretary of the Navy George E. Badger.                                    |
| 13 | John D. Price        | 31 août 1946                       | juin 1954      | 1916 (USNA)                  | (1892–1957) |
| 14 | Francis S. Low       | 12 mars 1947                       | juillet 1956   | 1915 (USNA)                  | (1894–1964) |
| 15 | David W. Bagley      | 1er avril 1947                     | avril 1947     | 1904 (USNA)                  | (1883–1960) Père de l’admiral David H. Bagley et de l’admiral Worth H. Bagley ; petit-fils du gouverneur de Caroline du Nord Jonathan Worth |
| 16 | Harold B. Sallada    | 11 mai 1947                        | octobre 1949   | 1917 (USNA)                  | (1895–1977) |
| 17 | Arthur D. Struble    | 26 avril 1948                      | juillet 1956   | 1915 (USNA)                  | (1894–1983) |
| 18 | Russell S. Berkey    | 1er juillet 1948                   | septembre 1950 | 1916 (USNA)                  | (1893–1984) |
| 19 | John W. Reeves, Jr.  | 1er avril 1949                     | mai 1950       | 1911 (USNA)                  | (1888–1967) General Manager, aéroport international de Los Angeles, 1950–1952.                                                              |
| 20 | C. Turner Joy        | 1er août 1949                      | juillet 1954   | 1916 (USNA)                  | (1895–1956) Superintendant de l'Académie navale d'Annapolis (1952–1954)                                                                     |
| 21 | Thomas L. Sprague    | 15 août 1949                       | avril 1952     | 1917 (USNA)                  | (1894–1972) |
| 22 | John J. Ballentine   | 1er novembre 1949                  | mai 1954       | 1917 (USNA)                  | (1896–1970) |
| 23 | Matthias B. Gardner  | 1er octobre 1950                   | août 1956      | 1919 (USNA)                  | (1897–1975) |
| 24 | Albert G. Noble      | 29 décembre 1950                   | octobre 1951   | 1917 (USNA)                  | (1885–1980) |
| 25 | Harold M. Martin     | 1er février 1951                   | février 1956   | 1919 (USNA)                  | (1896–1972) |
| 26 | Arthur C. Davis      | 12 février 1951                    | avril 1955     | 1915 (USNA)                  | (1893–1965) |
| 27 | Laurence T. DuBose   | 30 mars 1951                       | juin 1955      | 1913 (USNA)                  | (1893–1967) |
| 28 | James Fife Jr.       | 9 août 1951                        | août 1955      | 1918 (USNA)                  | (1897–1975) Directeur, Mystic Seaport, 1956–1975                                                                                            |
| 29 | Frank G. Fahrion     | 28 décembre 1951                   | mai 1956       | 1917 (USNA)                  | (1894–1970) |
| 30 | Joseph J. Clark      | 7 mars 1952                        | décembre 1953  | 1918 (USNA)                  | (1893–1971) |
| 31 | Roscoe F. Good       | 27 mars 1953                       | mars 1958      | 1919 (USNA)                  | (1897–1974) |
| 32 | William K. Phillips  | 28 juillet 1953                    | août 1955      | 1918 (USNA)                  | (1894–1986) |
| 33 | John E. Gingrich     | 30 juillet 1953                    | octobre 1954   | 1919 (USNA)                  | (1897–1960) |
| 34 | Alfred M. Pride      | 9 octobre 1953                     | octobre 1959   | 1918 (OCS)                   | (1897–1988) |
| 35 | Edmund T. Wooldridge | 6 avril 1954                       | août 1958      | 1920 (USNA)                  | (1897–1968) |
| 36 | Austin K. Doyle      | 7 mai 1954                         | août 1958      | 1920 (USNA)                  | (1898–1970) |
| 37 | Stuart S. Murray     | 7 décembre 1955                    | août 1956      | 1918 (USNA)                  | (1898–1980) Neveu du gouverneur de l'Oklahoma William H. Murray.                                                                            |
| 38 | Cato D. Glover Jr.   | 8 décembre 1955                    | septembre 1957 | 1919 (USNA)                  | (1897–1988) |
| 39 | John M. Will         | 17 avril 1956                      | juillet 1959   | 1923 (USNA)                  | (1899–1981) |
| 40 | Byron N. Hanlon      | 1er novembre 1957                  | octobre 1958   | 1921 (USNA)                  | (1900–1977) |